# Datanet
Le Datanet est l'ordinateur le plus vendu par la Compagnie internationale pour l'informatique (CII), avant et après sa fusion avec Honeywell, dans le cadre de sa stratégie réseau New Network Architecture, rebaptisée en 1976 Distributed System Architecture. Il est équipé d'un processeur dit « frontal » et se veut « un processeur de réseau unifié », développé sur le mini-ordinateur Mitra 15 puis sur Mini 6, reliés à l'Iris 80.

## Histoire
Conçu pour le marché civil ou militaire, ce « frontal », d'abord baptisé « MCR », est connu en interne sous le nom de UNCP (Unified Network Control Processor). Il prend en charge l'ensemble de la fonction de transport des données, une répartition des tâches entre frontal et l'ordinateur central s'impose peu à peu face à des projets concurrents internes à la CII : coupleur spécialisé intelligent ou clone du 3270 d'IBM.
Son nom fait référence aux produits de même nom qui gérait les transmissions des machines General Electric, très présent dans l'informatique jusqu'en 1970, puis de Honeywell qui avait racheté les activités de General Electric dans l'informatique, facilitant pour les clients la fusion des gammes. Avec un processeur à 18 bits, le Datanet 355 et fut introduit en même temps que le GE-655, renommé plus tard Honeywell H-600).

Ce sera le composant clé de la DSA (Distributed System Architecture) conception de produits commune à tous les systèmes de Honeywell et de CII-HB. Grâce à lui, les équipements DPS 7 et DPS 700 pouvaient gérer plusieurs milliers de terminaux actifs.